# العقيلة (الحد)

تعديل مصدري - تعديل

العقيلة هي إحدى قرى عزلة الحد بمديرية الحد التابعة لمحافظة لحج، بلغ تعداد سكانها 221 نسمة حسب تعداد اليمن لعام 2004.